# Коршунов, Александр Васильевич
Александр Васильевич Коршунов – российский учёный в области совершенствования технологии возделывания картофеля, член-корреспондент РАСХН (1999), член-корреспондент РАН (2014).
Родился 01.08.1938 в с. Шувары Кадошкинского района Мордовской АССР. Окончил Пензенский СХИ (1962).
Агроном колхоза в Кулундинской степи (1962), научный сотрудник Мордовской с.-х. опытной станции (1963–1964). 
С 1965 г. во ВНИИ картофельного хозяйства им. А.Г. Лорха: аспирант, младший научный сотрудник (1965–1969), ученый секретарь (1970–1976), заведующий отделом (1977–1993), заместитель директора (1994–1995), директор (1996–2004), с 2004 г. — главный научный сотрудник.
Доктор с.-х. наук (1990), профессор (1991), член-корреспондент РАСХН (1999), член-корреспондент РАН (2014).
Автор (соавтор)  более  200 научных трудов.
Книги:
- Производство картофеля на промышленной основе / соавт.: А.И. Замотаев и др. — М.: Агропромиздат, 1985. — 271 с.
- Урожай и качество картофеля / соавт.: С.Н. Карманов, В.П. Кирюхин. — М.: Россельхозиздат, 1988. — 167 с.
- Управление величиной и качеством урожая картофеля при интенсивной технологии возделывания. — М., 1989. — 45 с.
- Многофакторные опыты по картофелю (планирование, проведение, анализ). — М., 2002. — 100 с.
- Картофель России: в 3 т. / соавт.: К.З. Будин и др. М., 2003.
- Сортовые ресурсы и передовой опыт производства картофеля: сб. / соавт.: Е.А. Симаков и др. - М.: Росинформагротех, 2005. - 347 с.
- Методические указания по применению хелатных форм минеральных удобрений и лигногуматов при возделывании картофеля с элементами высокоточных технологий / соавт.: Л.С. Федотова и др.; ГНУ Всерос. НИИ картоф. хоз-ва им. А.Г. Лорха. - М.: ВНИИКХ, 2010. - 45 с.
- Хелаты и лигногуматы в картофелеводстве / соавт.: Л.С. Федотова, А.В. Кравченко. - Saarbrucken: Palmarium academic publishing, 2012. -221 с.
- Прогнозная оценка окупаемости минеральных удобрений прибавкой урожая картофеля в зависимости от агрохимических свойств почв / соавт.: В.Г. Сычев и др.; ФГБНУ " Всерос. НИИ агрохимии им. Д.Н. Прянишникова". - М.: ВНИИА, 2014. - 79 с.
- Как с наибольшей пользой применять удобрения под картофель: (рекомендации) / соавт.: П.А. Чекмарев и др.; ФГБНУ " Всерос. НИИ агрохимии им. Д.Н. Прянишникова". - М.: ВНИИА, 2015. - 39 с.